# Дантас, Кайо
Ка́йо Да́нтас Бати́ста де Мари́я (порт.-браз. Caio Dantas Batista de Maria; род. 14 апреля 2003, Мескита, Рио-де-Жанейро) — бразильский футболист, полузащитник московского «Торпедо».

## Клубная карьера
Родился в Меските, штат Рио-де-Жанейро.
Воспитанник клуба «Васко да Гама». 28 февраля 2023 года перешёл в молодёжную команду клуба «Форталеза». В составе «Васко да Гама» выиграл юниорский чемпионат Бразилии 2020. В форме «Форталезы» отличился 8 голами за сезон.
Тренировался с московским «Торпедо», однако за новый клуб был заявлен только через полгода. Юридически переход зафиксирован только в феврале 2025-го — на правах свободного агента.
27 февраля 2025 года на правах аренды присоединился к белорусскому клубу «Торпедо-БелАЗ». 30 марта 2025 года в матче чемпионата Беларуси против минского «Динамо» дебютировал в профессиональном футболе.
В мае 2025 года стал финалистом Кубка Беларуси 2024/25. 10 июля 2025 года в матче против македонского клуба «Работнички» дебютировал в квалификационном раунде Лиги конференций УЕФА. Pа клуб провел 14 матчей во всех турнирах и сделал 4 результативные передачи.

## Карьера в сборной
В феврале 2019 года был вызван в сборную Бразилии (до 16 лет), однако не провел в её составе ни одной игры.

## Статистика выступлений
| Выступление      | Выступление      | Выступление      | Лига | Лига | Кубки | Кубки | Еврокубки | Еврокубки | Итого | Итого |
| Клуб             | Лига             | Сезон            | Игры | Голы | Игры  | Голы  | Игры      | Голы      | Игры  | Голы  |
| ---------------- | ---------------- | ---------------- | ---- | ---- | ----- | ----- | --------- | --------- | ----- | ----- |
| → Торпедо-БелАЗ  | Высшая лига      | 2025             | 9    | 0    | 1     | 0     | 4         | 0         | 14    | 0     |
| → Торпедо-БелАЗ  | Итого            | Итого            | 9    | 0    | 1     | 0     | 4         | 0         | 14    | 0     |
| Всего за карьеру | Всего за карьеру | Всего за карьеру | 9    | 0    | 1     | 0     | 4         | 0         | 14    | 0     |

## Достижения
«Торпедо-БелАЗ»
- Финалист Кубка Беларуси: 2024/25